# Jorge Sánchez
Jorge Eduardo Sánchez Ramos (* 10. Dezember 1997 in Torreón) ist ein mexikanischer Fußballspieler.

## Laufbahn

### Klub
Er startete seine Karriere in der Jugend von Santos Laguna und schaffte zur Saison 2017/18 den Sprung in die erste Mannschaft, mit der er in der Rückrunde derselben Spielzeit zum ersten Mal die mexikanische Fußballmeisterschaft gewann. Zur folgenden Saison 2018/19 wechselte er zum Club América, mit dem er in der Apertura einen weiteren Meistertitel gewann. Seit August 2022 steht er bei Ajax Amsterdam unter Vertrag. Für die Saison 2023/24 wechselte er per Leihe nach Portugal zum FC Porto. Danach folgte ein Wechsel in seine Heimat zu CD Cruz Azul.

### Nationalmannschaft
Sein Debüt für die mexikanische Nationalmannschaft gab er am 26. März 2019 bei einem 3:2-Freundschaftsspielsieg über Paraguay. Höhepunkt seiner bisherigen Länderspielkarriere war die Berufung in den mexikanischen WM-Kader 2022 und sein Einsatz bei 2 Begegnungen der Fußball-Weltmeisterschaft 2022.

## Erfolge
- CONCACAF-Gold-Cup-Sieger: 2023, 2025